# Il ponte (film 1935)
Il ponte (Stranded) è un film del 1935 diretto e prodotto da Frank Borzage con la supervisione di Samuel Bischoff.

## Trama
A San Francisco, Lynn Palmer è un'assistente sociale che lavora con le persone disagiate e i senza tetto. Quando incontra Mack Hale, i due sono attratti l'uno dall'altra ma a separarli è la loro visione della vita. Mack, che è uno degli ingegneri responsabili della costruzione del ponte, considera le donne un mero divertimento e reputa inutile il lavoro di Lynn. Però, a poco a poco, tra i due si instaura un sentimento di rispetto reciproco e, alla fine, ambedue si rendono conto di contribuire, ognuno a suo modo, a una costruzione comune. Uno costruisce con l'acciaio, l'altra costruisce le persone. Decidono così di unire le loro vite, sposandosi.

## Produzione
Il film fu prodotto dalla Warner Bros. Pictures (con il nome Warner Bros. Pictures Inc.). Venne girato in California, a San Francisco.

## Distribuzione
Distribuito dalla Warner Bros. Pictures (con il nome Warner Bros. Pictures Inc.), il film - con il titolo originale Stranded - uscì nelle sale cinematografiche USA il 29 giugno dopo essere stato presentato in prima a New York il 19 giugno 1935.